# Видовиця
Видовиця (словен. Vidovica) — поселення в общині Подчетртек, Савинський регіон, Словенія. Висота над рівнем моря: 298,6 м.